# Gustave Besnard
Pour les articles homonymes, voir Besnard.
Armand Louis Charles Gustave Besnard, né à Rambouillet le 11 octobre 1833 et mort au château du Rohu, près de Lorient, le 15 juillet 1903, est un amiral et homme politique français. Il est ministre de la Marine de 1895 à 1898.

## Biographie

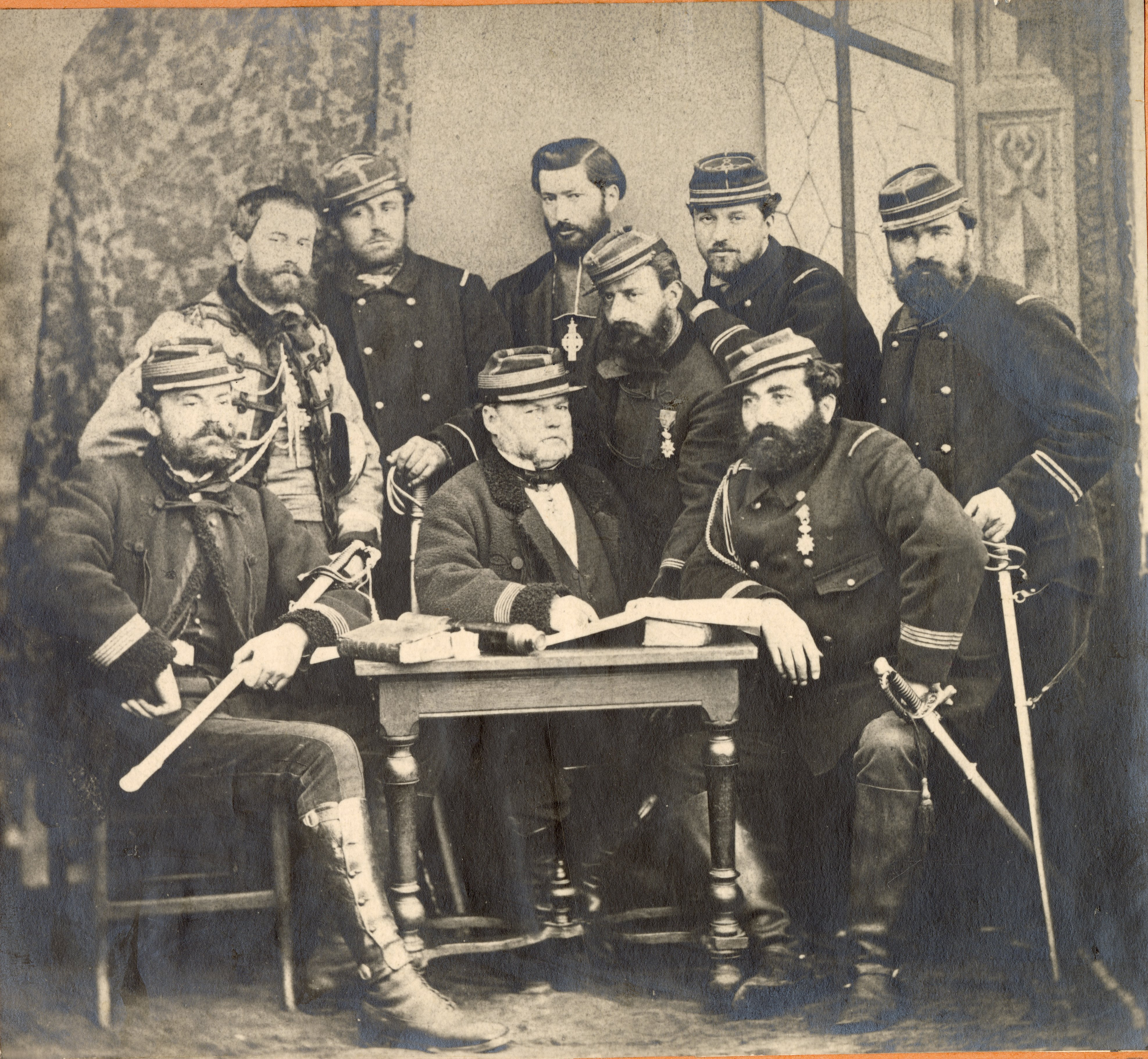
Officiers de la Division de Bretagne pendant la guerre franco-allemande de 1870. Au premier plan : à gauche le colonel Besnard, au centre le général Gougeard.

Sorti de l'École navale en 1852, Gustave Besnard embarque sur la frégate la Forte dans la division navale du Pacifique où il prend part en 1853-1854 aux opérations de l'escadre du contre-amiral Febvrier Despointes en Nouvelle-Calédonie et à la bataille de Petropavlovsk au Kamtchatka.
La Marine de Napoléon III est aux avant-postes sur tous les théâtres d'opérations extérieures. Elle se modernise et devient un outil efficace de projection de force. Dans ce contexte, Besnard, promu enseigne de vaisseau en 1855, sert sur le Redoutable dans l'escadre de la Méditerranée. Pendant la campagne d'Italie de 1859, cette escadre bloque le canal d'Otrante qui donne accès à l'Adriatique. Elle contrôle les navires neutres et arraisonne les navires en provenance ou à destination des ports tenus par les Autrichiens, essentiellement Venise.
En janvier 1860, Besnard part pour la Chine, au moment où l'Empereur Napoléon III décide une opération de projection de force contre ce pays : une centaine de navires militaires quittent les ports français, sous le commandement du vice-amiral Léonard Victor Charner, et font leur jonction avec la Marine britannique dans les mers de Chine. Besnard prend part à l'été 1860 aux opérations de guerre contre les troupes chinoises : la prise des forts de Taku et la victoire au pont de Palikao, passage stratégique sur la route de Pékin. Puis il se distingue lors de la campagne de Cochinchine à la Prise de Mỹ Tho en 1861.
Promu lieutenant de vaisseau en 1861, Besnard participe aux opérations autour de Vĩnh Long en Cochinchine en 1862. En mars 1863, il rentre en France, après une campagne de 38 mois, presque tout entière en opérations de guerre.
Gustave Besnard embarque en septembre 1863 sur la frégate l'Armorique, dans la division navale des côtes occidentales d'Afrique. Puis il commande entre 1867 et 1869 l'aviso le Pélican sur le littoral ouest de la France.
Pendant la guerre franco-allemande de 1870, qui est une guerre essentiellement terrestre, la Marine et les marins viennent renforcer les armées de terre. Les officiers de marine ont combattu pendant les expéditions coloniales du Second Empire et ont montré leur compétence dans les opérations de projection de force. Après les défaites de Sedan et de Metz, la Marine est la colonne vertébrale des nouvelles armées de la Loire et du Nord qui sont équipées et mises en ligne. Environ 560 officiers de vaisseau sont nommés à des postes clés. Les bataillons de fusiliers marins et de canonniers représentent un apport de 28.000 hommes bien formés et bien entraînés.
Gustave Besnard sert entre novembre 1870 et mars 1871 comme colonel-chef d'état-major de la division de Bretagne, dans l'Armée de la Loire. Les missions du chef d'état-major sont notamment : assurer l'évacuation des blessés, assurer le ravitaillement en munitions, régler la distribution des vivres, régler les mouvements des convois, préparer la marche du lendemain.
Parmi les frères d'armes de Besnard en 1870-1871, on compte des officiers qu'il côtoiera dans les sphères du haut commandement sous la IIIe République : le contre-amiral Jean Bernard Jauréguiberry (commandant du 16e corps d'armée), le capitaine de frégate Auguste Gougeard (général commandant la division de Bretagne), ou encore le capitaine de vaisseau Benjamin Jaurès (commandant du 21e corps d'armée). Besnard se distingue par sa vigueur et sa ténacité lors des combats autour du Mans. Le 11 janvier 1871, il conduit, au côté du général Auguste Gougeard, l'assaut d'infanterie qui permet de reprendre aux troupes allemandes le plateau d'Auvours, à 10 km à l'est du Mans. Pour ce fait d'armes, Besnard est fait officier de la Légion d'honneur sur le champ de bataille du Mans le 14 janvier 1871 par le général Chanzy, commandant en chef de l'Armée de la Loire.
Capitaine de frégate en 1873, Besnard commande en second (entre 1873 et 1875) l'École navale, qui est alors une école embarquée sur un vaisseau amarré dans la rade de Brest (le Borda). Entre 1876 et 1878, il est chef d'état-major du contre-amiral Benjamin Jaurès qui commande la Division détachée de l'Escadre d'évolutions dans la Manche, sur la frégate cuirassée Suffren. Entre 1878 et 1880, il commande en Cochinchine le croiseur Ducouëdic, dont la mission est de lutter contre la piraterie et de restaurer la sécurité des voies maritimes.

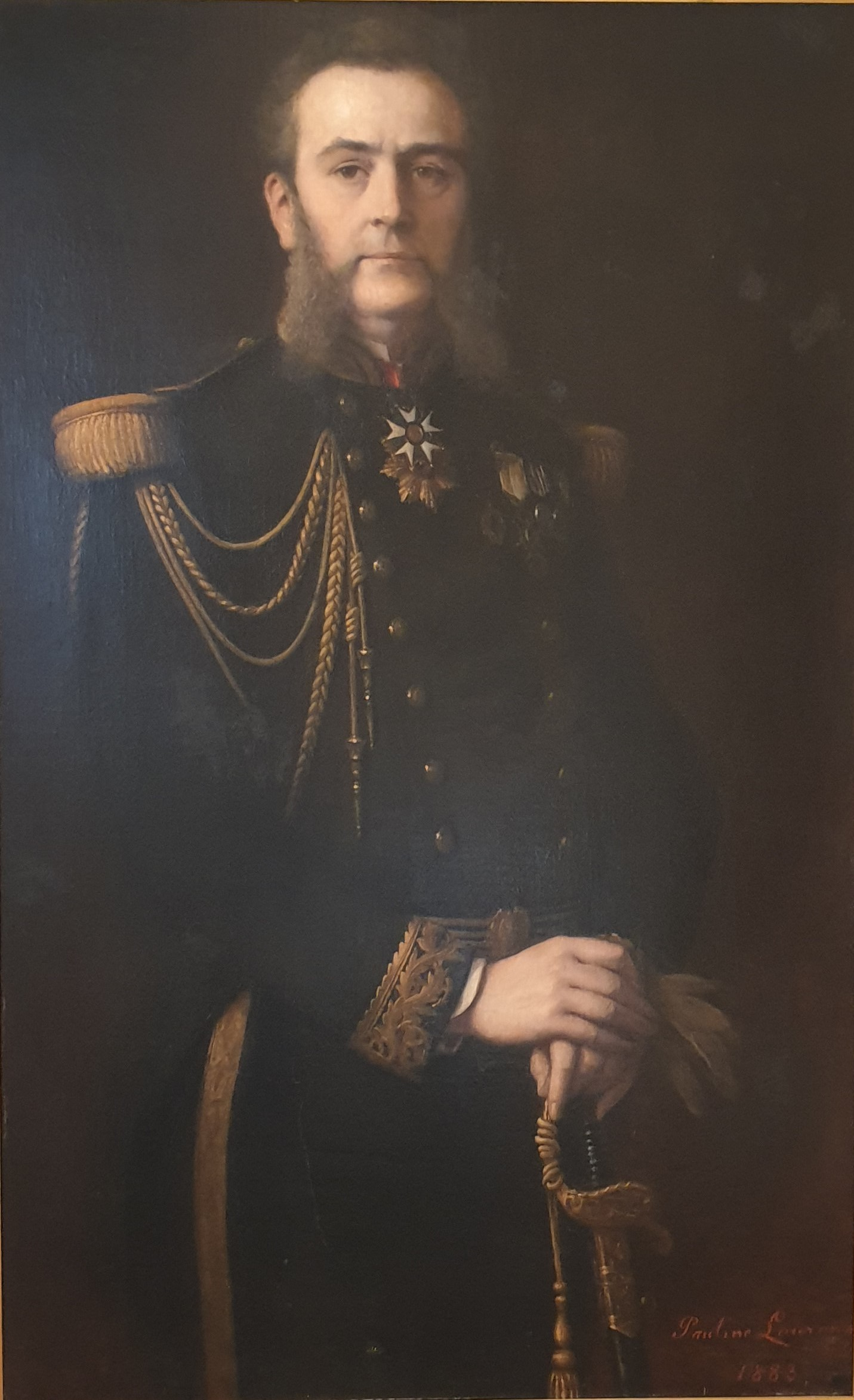
Portrait du capitaine de vaisseau Gustave Besnard, peint par Pauline Laurens en 1883

Promu capitaine de vaisseau en 1880, Besnard commande l'École navale à Brest entre septembre et novembre 1881. Puis le Ministre de la Marine, l'amiral Auguste Gougeard, l'appelle auprès de lui pour occuper les fonctions de chef de cabinet et chef d'état-major de la Marine entre novembre 1881 et février 1882.
Besnard prend un nouveau commandement à la mer en juillet 1882, à bord de la frégate cuirassée la Surveillante basée à Brest.
En 1883, le capitaine de vaisseau Besnard devient chef d'état-major de l'amiral Benjamin Jaurès sur le cuirassé Richelieu, basé à Toulon, port dans lequel l'essentiel du corps de bataille français est alors concentré. Entre 1884 et 1886, il commande l'Iphigénie, croiseur école d'application des aspirants, qui navigue en Atlantique et en Méditerranée.
Contre-amiral en décembre 1886, Gustave Besnard est Directeur du personnel au Ministère de la Marine d'avril 1887 à décembre 1889. Il commande en 1890 et 1891 la division navale d'Extrême-Orient avec pavillon sur la Triomphante, cuirassé d'escadre à batterie centrale d'artillerie. A cette époque, la Marine française est présente en permanence sur les côtes de Chine, elle opère principalement à partir du port de Yokohama. En 1891, le contre-amiral Besnard déploie la division navale d'Extrême-Orient sur les côtes de Chine, en réponse à une vague de violences anti-chrétiennes et anti-étrangères dans la vallée du Yang-Tsé-Kiang.

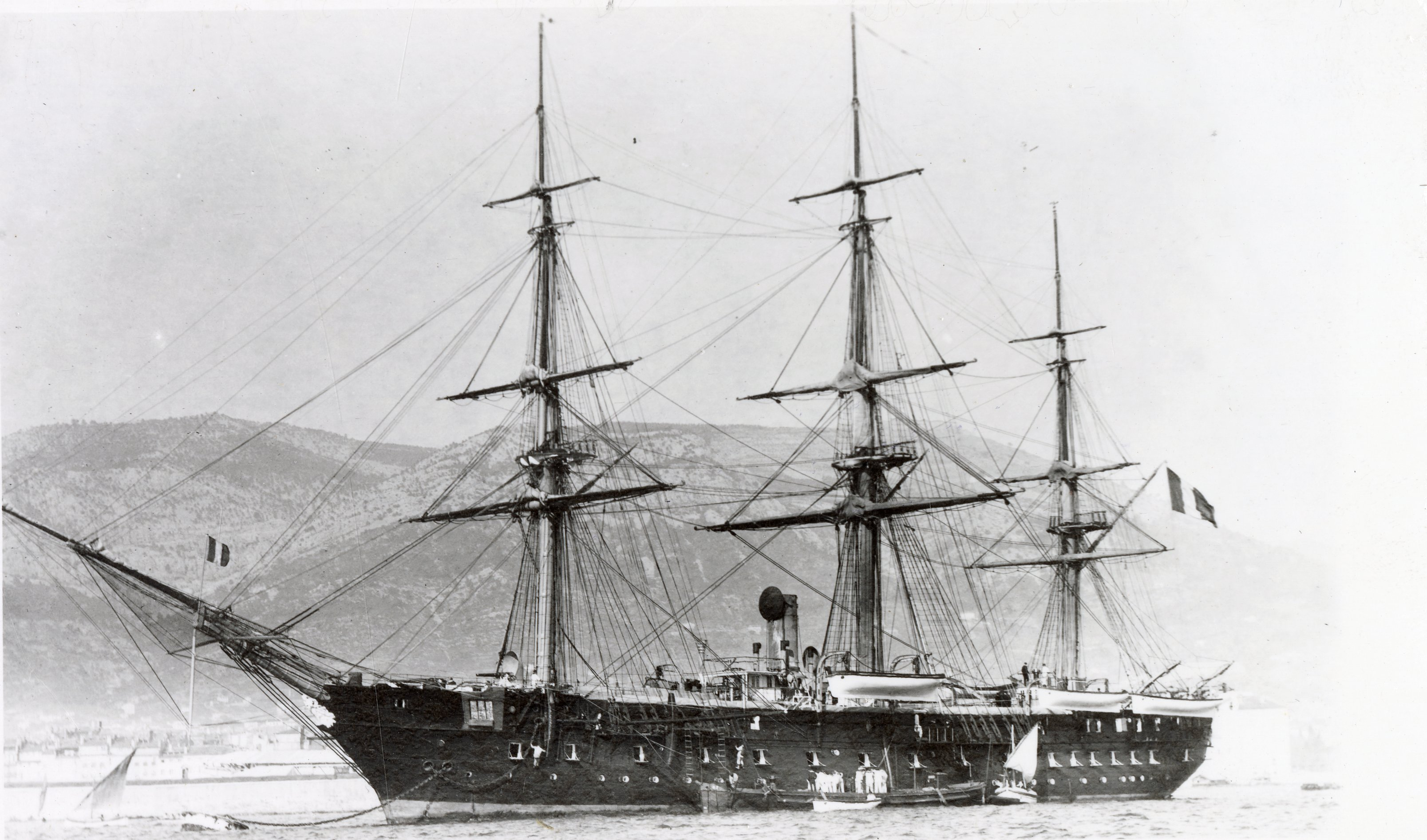
L'Iphigénie, navire école des aspirants de marine commandé par le capitaine de vaisseau Gustave Besnard entre 1884 et 1886. Ici photographié dans la rade de Toulon.

Nommé Vice-amiral en février 1892, Besnard devient chef du Service hydrographique de la Marine, puis préfet maritime de Brest.

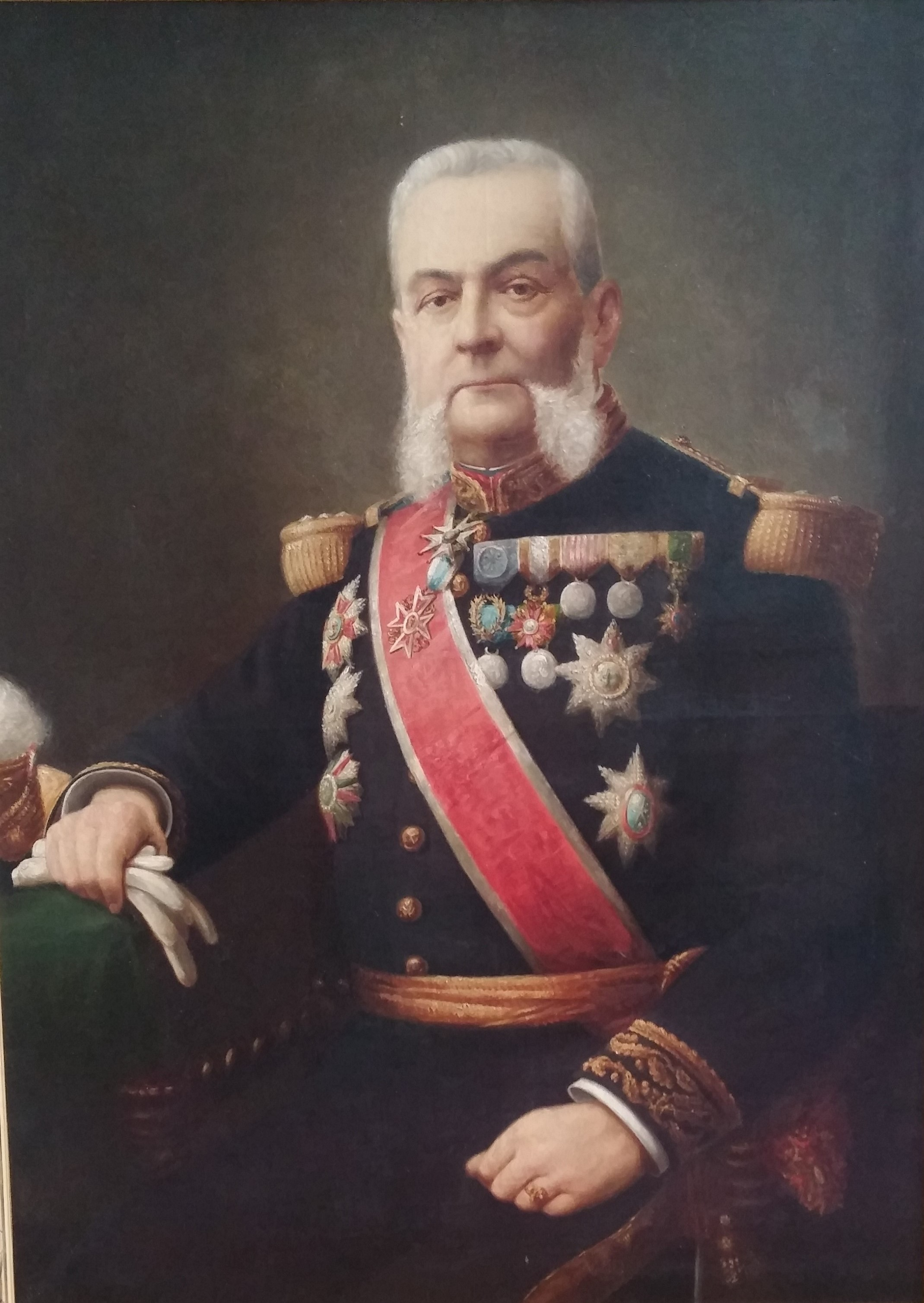
Gustave Besnard en 1895. Il est alors Vice-amiral, le plus haut grade de la hiérarchie « Marine » de l’époque, et Ministre de la Marine. Gustave Besnard se soumet à la pose conventionnelle d’un portrait officiel. Il est assis, montré de 3/4, et il tient sa paire de gants d’uniforme dans sa main droite. Son buste est barré du large ruban rouge de Grand Officier de la Légion d’Honneur.

L'amiral Besnard est ministre de la Marine de janvier à novembre 1895, puis d'avril 1896 à juin 1898. Son action est liée évidemment à l'expansion coloniale, qui est la grande affaire du moment : l'amiral Besnard organise notamment le transport des troupes pour conquérir Madagascar (1895). Sa capacité de jugement est appréciée par le Président de la République, Félix Faure, qui a lui-même été ministre de la Marine dans un précédent gouvernement.
À cette époque, deux courants de pensée sont présents dans la Marine française : la Jeune École promeut les petits bâtiments de guerre rapides et fortement armés, une autre école est en faveur de mastodontes peu nombreux, comme les cuirassés qui sont en mesure de mener la guerre d'escadre. Lors des discussions du budget de la Marine devant le Parlement, l'amiral Besnard considère le cuirassé comme le facteur essentiel de la maîtrise des mers, et ne laisse aux torpilleurs que leur rôle normal de défense des côtes. Il lance des programmes d'armement qui placent au cœur de la flotte le développement du corps de bataille, c'est-à-dire des grands bâtiments comme les cuirassés d'escadre à fort potentiel offensif. Enfin, l'amiral Besnard œuvre au renforcement de la puissance navale de la France : création de points d'appui pour les divisions navales à l'étranger, création de l'arsenal de Bizerte en Tunisie.
À Bizerte, sous l'impulsion de Besnard, la Marine française construit des quais, installe un abri sûr pour l'escadre de la Méditerranée, un arsenal ainsi qu'un grand dépôt de charbon. Des formes de radoub permettent aux navires de guerre d’y trouver place pour des réparations urgentes. 
Poussés très activement par Besnard, ces travaux font de Bizerte un port de guerre de premier ordre. C'est une rade sûre et assez grande : 12 kilomètres de diamètre et une profondeur régulière de 10 à 12 mètres. Son accès est facile par un goulet de 2 kilomètres de longueur sur 120 mètres de largeur. 
Besnard a servi la Marine de son pays pendant 50 ans. Il quitte le service actif en novembre 1898 et meurt dans son château du Rohu près du port de Lorient (Morbihan) le 15 juillet 1903.

## Famille
Gustave Besnard a épousé Louise Adèle Pauline Bonnemant le 8 janvier 1867 à Pluneret, dans le Morbihan. Après le décès de Louise Bonnemant en 1875, il a épousé l'artiste peintre Pauline Laurens, le 20 octobre 1881 à Paris.

## Décorations
- Grand officier de la Légion d'honneur (25 septembre 1896)
- Officier de l'Instruction publique
- Médaille commémorative de la campagne d'Italie (1859)
- Médaille commémorative de l'expédition de Chine (1860)
- Commandeur de l'ordre royal du Cambodge
- Chevalier du collier de l'ordre d'Isabelle la Catholique
- Médaille de la valeur militaire

Grand Croix de l'ordre de l'Aigle Blanc de Russie, entre autres décorations.

## Sources
- Vice-amiral Charles Touchard, Notice sur la carrière du Vice-amiral Besnard, Paris, Imprimerie E. Desfossés, 1923, 10 pages
- Archives Nationales, base LEONORE, cote LH/221/57
- Service historique de la Défense, Marine Vincennes, cote 87 GG2
- Service historique de la Défense, Marine Vincennes, dossier individuel du Vice-amiral Armand Louis Charles Gustave Besnard, cote CC7 2e Moderne 12-4